# Kościół Świętego Krzyża w Siedliskach

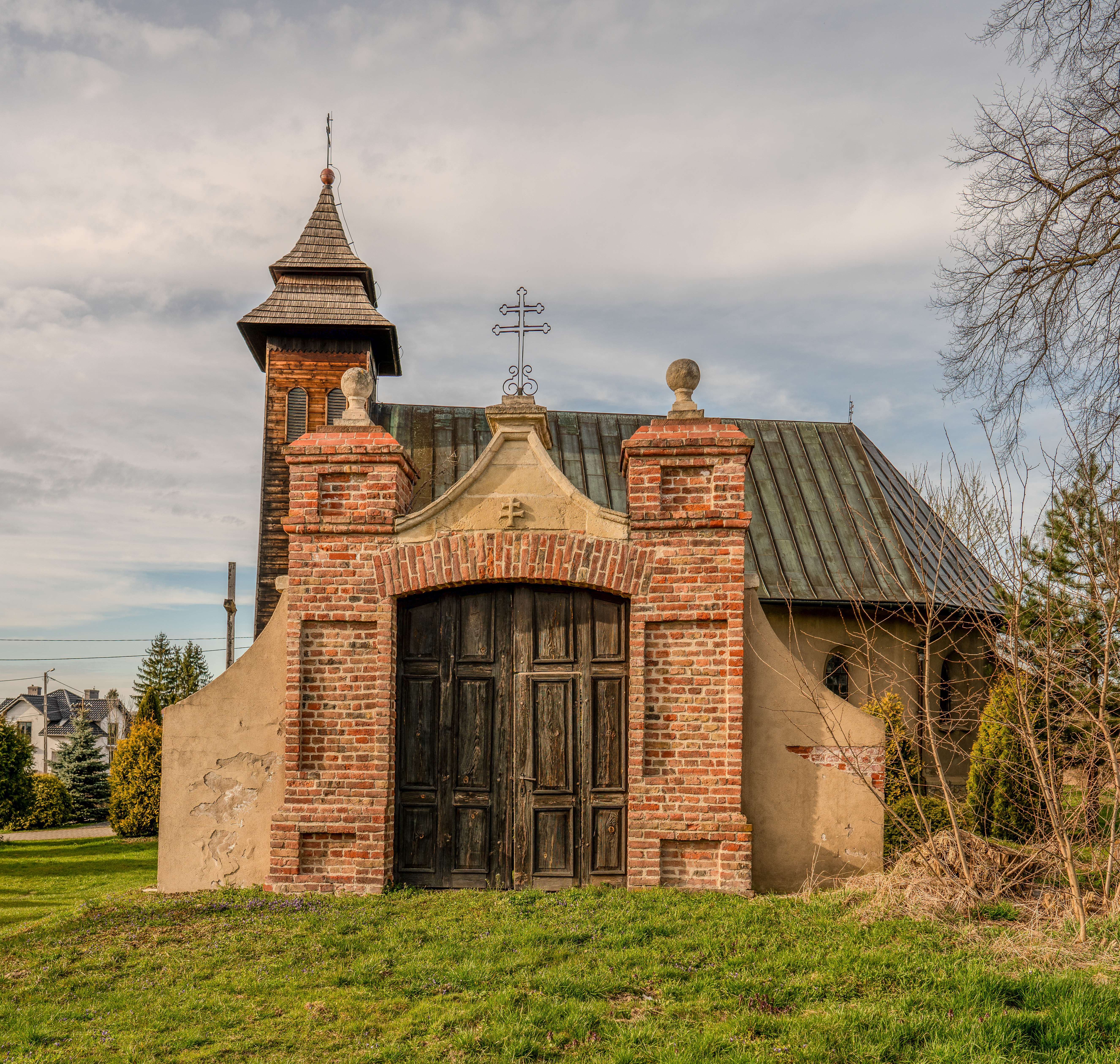
Brama kościoła

Kościół Świętego Krzyża w Siedliskach został zbudowany na przełomie XV i XVI wieku przez zakon bożogrobców miechowskich. Drewniana wieża – dzwonnica została dobudowana w XVII w. W latach 70. przebudowano kościół wymieniając pokrycie gontowe na blachę, podmurowując kamieniem dolną część wieży oraz dobudowano zakrystię. Całość otaczał ceglany mur, którego jedyną pozostałością jest brama wjazdowa od strony południowej.
W Wielki Piątek do kościoła w Siedliskach z kościoła klasztornego w Miechowie wyruszała procesja Drogi Krzyżowej. Procesja szła drogą przez Górę Stawną i za nią niewielkim wąwozem wyrytym przez wody opadowe między polami ornymi w kierunku kościoła Św. Krzyża. Po kasacie zakonu w Miechowie zaniechano tych uroczystości. Obecnie tradycja się odradza i okres wielkanocny jest czasem szczególnych uroczystości.
Kościół Świętego Krzyża w Siedliskach znajduje się na tzw. Małopolskim Szlaku Bożogrobców. 